# Caloplaca concilians
Caloplaca concilians är en lavart som först beskrevs av William Nylander och fick sitt nu gällande namn av Henri Jacques François Olivier. 
Caloplaca concilians ingår i släktet orangelavar och familjen Teloschistaceae. Arten är reproducerande i Sverige. Inga underarter finns listade i Catalogue of Life.